# Erica Brausen
Erica Brausen (* 31. Januar 1908 in Düsseldorf; † 16. Dezember 1992 in London) war eine Kunsthändlerin des 20. Jahrhunderts. Sie gründete 1947 in London die Hanover Gallery und galt als Entdeckerin zahlreicher bedeutender Künstler, unter anderem des Malers Francis Bacon.

## Leben
Erica Brausen stammte aus einer konservativen Bankiersfamilie in Düsseldorf mit einem problematischen Verhältnis zu ihren Eltern. Ihr Vater, passionierter Jäger, ließ die sechsjährige Erica mit Jagdgewehr fotografieren. 1930 kehrte sie, nicht zuletzt wegen des aufkommenden Hitler-Faschismus, Deutschland den Rücken und lernte in Paris die moderne, vom Faschismus unberührte Kunstszene kennen. Mit dem Bildhauer Joan Miró verband sie eine tiefe Freundschaft. 1935 zog sie mit ihm auf die Mittelmeerinsel Mallorca, wo sie eine Bar betrieb. Während des Spanischen Bürgerkriegs verhalf sie zahlreichen jüdischen und sozialistischen Freunden zur Ausreise, dem französischen Schriftsteller Michel Leiris etwa durch ihre Kontakte zu einem U-Boot-Kapitän der US Marine.
Zu Beginn des Zweiten Weltkriegs 1939 kam sie mittellos in London an. Als Deutsche hatte sie Schwierigkeiten, sich eine Existenz in der Kunstszene aufzubauen. Nach dem Krieg, 1946, lernte sie Arthur Jeffress kennen, einen Amerikaner britischer Herkunft. 1947 finanzierte er ihr eine eigene Galerie, die sich in der Londoner St. George Street befand, direkt am Hanover Square. Zu den Künstlern, die sie hier zuerst ausstellte und entdeckte, gehörte neben Francis Bacon, Max Ernst, René Magritte, Man Ray auch der Schweizer Bildhauer Alberto Giacometti, mit dem sie eine langjährige Freundschaft verband. Sie kaufte 1946 auf Anraten von Graham Sutherland Bacons Gemälde Painting 1946, verkaufte es später ans Museum of Modern Art in New York, wo es auch heute noch zu sehen ist. Diese Präsenz und seine erste Einzelausstellung in Brausens Galerie verhalfen Francis Bacon zum Durchbruch. 1973 schloss die Hanover Gallery in London.
Bacon und Brausen blieben enge Freunde, bis Erica Brausen das niederländische Model Catharina „Toto“ Koopman näher kennenlernte, eine Überlebende des Holocaust im Konzentrationslager Ravensbrück. Mit ihr lebte Erica Brausen in einer offenen und öffentlichen Liebesbeziehung bis zu ihrem Tod zusammen. 1958 errichteten Brausen und Koopman einen modernen Gebäudekomplex auf der italienischen Insel Panarea. Als Koopman dort 82-jährig 1991 starb, schloss sich Brausen eine Woche lang mit dem Leichnam ein und ließ sich nur Rosen bringen, um sie um den Kopf der Geliebten zu ranken.